# أندرو مايرز
أندرو مايرز (بالإنجليزية: Andrew Myers)‏ هو دراج جامايكي، ولد في 19 ديسمبر 1968.

## وصلات خارجية
- أندرو مايرز على موقع أوليمبيديا (الإنجليزية)